# General Enrique Estrada (kommun)
General Enrique Estrada är en kommun i Mexiko.   Den ligger i delstaten Zacatecas, i den centrala delen av landet, 500 km nordväst om huvudstaden Mexico City.
Följande samhällen finns i General Enrique Estrada:
- General Enrique Estrada
- Adjuntas del Peñasco
- Cieneguitas de Tapias